# ㄱ
ㄱ (reviderad romanisering: giyeok, hangul: 기역) är den första bokstaven i det koreanska alfabetet. Den är en av fjorton grundkonsonanter, och uttalas [g].